# Lorenzo Sigaut
Lorenzo Juan Sigaut (Argentina, 6 de junio de 1933) es un economista argentino, que se desempeñó como ministro de Economía de Argentina durante la dictadura cívico-militar autodenominada «Proceso de Reorganización Nacional», desde el 1 de abril de 1981 hasta el 20 de diciembre de 1981, en el período de gobierno de facto del teniente general Roberto Eduardo Viola junto con la Junta Militar.
Como economista Sigaut estaba vinculado a la empresa FIAT.
Su declaración pública, «El que apuesta al dólar pierde», dicha poco antes de una gran devaluación, se volvió una de las frases famosas de la historia de la Argentina. Los economistas Gerchunoff y Llach definen la etapa de Sigaut al frente del ministerio de Economía, como parte de «las políticas de los años de agonía del Proceso, todas ellas signadas por las urgencias externas y obstaculizadas por una inflación alta y variable».

## Trayectoria
Lorenzo Sigaut asumió como ministro de economía, el 29 de marzo de 1981, cuando el entonces teniente general Jorge Rafael Videla, quien se había desempeñado en la presidencia del gobierno militar desde el 24 de marzo de 1976, fue reemplazado por Roberto Viola. El cambio en la presidencia de facto implicó también el cambio del ministro de Economía, que había acompañado toda la gestión de Videla, José Alfredo Martínez de Hoz. Sigaut designó como secretario de Finanzas a Hugo Lamónica.
Al asumir Sigaut, la economía argentina, con una inflación del 131% anual,
mostraba graves desequilibrios: crecimiento geométrico de la deuda externa, desaparición de sectores enteros de la industria, aumento de la desocupación y caída del salario real, en ambos casos sin antecedentes, fuga de capitales, etc.
Durante cuatro años, Martínez de Hoz había establecido un tipo de cambio que favorecía las importaciones y las operaciones financieras y perjudicaba la producción doméstica de bienes, mediante tres políticas básicas: la subvaluación del dólar, la reforma financiera y la reducción de los aranceles a la importación.
Sigaut, un economista proveniente del sector industrial argentino (era economista de la empresa FIAT), asumió con la intención de poner fin a la subvaluación del dólar que caracterizó la etapa de Martínez de Hoz. En ese sentido, al momento de asumir su cargo, Sigaut pronunció una frase que, obviamente tenía como objetivo desalentar maniobras especulativas, pero que pasó a la historia argentina como ejemplo de la poco confiabilidad de las declaraciones de los gobernantes: «El que apuesta al dólar, pierde». Pocos días después, dispuso una revaluación del dólar en un 30%, la primera de una serie de devaluaciones de la divisa argentina que dispuso durante su función.
Sigaut dejó sin efecto la cuestionada «tablita» que había impuesto Martínez de Hoz en 1979, y desdobló el mercado cambiario, mediante la creación de un «dólar financiero» libre y un «dólar comercial» regulado, con diferentes valores.
Fue también Sigaut quien comenzó el proceso de estatización de la deuda externa; durante su gestión la misma se incrementó un 31% y se inició la mayor recesión de la economía argentina desde la crisis de 1930, cayendo el PBI en ese año y el siguiente un 9%.
En este período se dispuso también la liquidación del Banco de Intercambio Regional (BIR), uno de los aparentemente más poderosos del país, con más de cien sucursales en todo el país, afectando a más de 350 000 ahorristas, en unos mil millones de dólares. Las intervenciones también se extenderían a los bancos Los Andes, Internacional y Oddone y las empresas Sasetru, Greco y Oddone.
La crisis económica y social influyó en un golpe interno comandado por el teniente general Leopoldo Fortunato Galtieri, que desplazó a Viola y con él, a Sigaut, siendo reemplazado por Roberto Alemann.
En los años 2000 se le quitó su jubilación de privilegio de 3780 pesos (1410 dólares) mensuales
debido a su colaboración con la dictadura cívico-militar argentina (1976–1983).

## Relaciones familiares
Su hijo, Lorenzo Sigaut (h), citado en los medios de comunicación como Lorenzo Sigaut Gravina, es un economista perteneciente a la consultora Ecolatina.
Su hija Jaqueline Sigaut es cantora de tangos.
Su otra hija, Lorena Sigaut, tiene un doctorado en física y es profesora de la Universidad de Buenos Aires (UBA).